# Società Ginnastica Pro Lissone 1914-1915
Questa voce raccoglie le informazioni riguardanti la Società Ginnastica Pro Lissone nelle competizioni ufficiali della stagione 1914-1915.
La Pro Lissone scese in campo per tutta la stagione con una maglia a strisce orizzontali bianco-azzurre.
Nell'albo dei caduti risultano inoltre i seguenti calciatori e/o dirigenti della società:
- Rag. Felice Beretta (dirigente)[2]
- Oreste Galbiati (calciatore del 1909-1910)[3]
- Giulio Galimberti (riserva)[4]
- Mario Gerosa (riserva)[5]
- Agostino Mussi (riserva)[6]

## Rosa
| N. |                   | Ruolo | Calciatore            |
| -- | ----------------- | ----- | --------------------- |
|    | Italia (bandiera) | A     | Michele Ambrosini     |
|    | Italia (bandiera) | C     | Elviro Arosio         |
|    | Italia (bandiera) | A     | Tullio Astori         |
|    | Italia (bandiera) | A     | Balbo (I)             |
|    | Italia (bandiera) | C     | Domenico Barzaghi     |
|    | Italia (bandiera) | A     | Arminio Beretta (I)   |
|    | Italia (bandiera) | A     | Giuseppe Beretta (II) |
|    | Italia (bandiera) | A     | Antonio Bolognini     |
|    | Italia (bandiera) | P     | Attilio Brugola       |
|    | Italia (bandiera) | C     | Attilio Callioni      |
|    | Italia (bandiera) | A     | Cattaneo              |

| N. |                   | Ruolo | Calciatore         |
| -- | ----------------- | ----- | ------------------ |
|    | Italia (bandiera) | A     | Antonio Cavina     |
|    | Italia (bandiera) | C     | Nicola Colla       |
|    | Italia (bandiera) | P     | A. Colombo (II)    |
|    | Italia (bandiera) | D     | Ettore Colombo (I) |
|    | Italia (bandiera) | C     | Davide Conversano  |
|    | Italia (bandiera) | C     | Mario Corino       |
|    | Italia (bandiera) | A     | Guglielmo Meda     |
|    | Italia (bandiera) | P     | Mario Piazza       |
|    | Italia (bandiera) | A     | Attilio Scotti     |
|    | Italia (bandiera) | A     | Mario Vignali      |
|    | Italia (bandiera) | A     | Antonio Zennaro    |